# Jorge Manduca
Jorge Ignacio Manduca Aglieri (Santa Fe, 27 ottobre 1979) è un ex calciatore argentino, di ruolo portiere.

## Caratteristiche tecniche
È un portiere